# António Bastos Lopes
António Bastos (ur. 19 listopada 1953 w Lizbonie) – portugalski piłkarz grający na pozycji obrońcy. Uczestnik Euro 84 we Francji. Bastos przez całą swoją karierę grał w Benfice Lizbona.

## Sukcesy
- Mistrzostwo Portugalii (7): 1973, 1975, 1976, 1977, 1981, 1983, 1984
- Puchar Portugalii (5): 1980, 1981, 1983, 1985, 1986
- Superpuchar Portugalii (2): 1980, 1985